# Matériau de coupe
Pour les articles homonymes, voir matériau (homonymie).
Les matériaux de coupe sont des composants élaborés et utilisés pour des outils de coupe destinés à l’usinage mécanique.

## Domaines
- Outils de coupe fixes : monoblocs, à pastilles brasées, à pastilles montées, ils sont généralement utilisés en tournage mécanique et en fraisage.
- Outils de coupe tournants : ce sont les forets hélicoïdaux, alésoir-machine, fraise à deux tailles.

## Différents matériaux

### Acier au carbone
Acier non allié utilisé pour la fabrication d’outils coupant à faible vitesse. Ces alliages fer-carbone (0,8 à 1,05 % de C) avec quelques éléments d’addition en teneur limitée (0,3 % silicium, 0,25 % soufre, 0,25 % phosphore) sont traités par une trempe entre 780 et 850 °C et un revenu entre 180 à 300 °C.
La grande dureté acquise par la trempe s’accompagne de fragilité et décroît rapidement dès que la température de coupe atteint les 250 °C. Ces aciers au carbone sont 3 fois moins coûteux que les aciers au tungstène, donc plus économiques dans certains cas de travaux de finition à faible vitesse.
Les premiers outils étaient (et sont encore parfois) tirés d’une barre d’acier non allié ordinaire, appelé aussi acier doux (nuances XC), dont la partie active est forgée à la forme voulue puis trempée pour assurer la dureté et affûtée selon les angles de coupe adéquats.

### Acier au tungstène (ditacier rapide)
Alliage de fer-carbone plus tungstène (jusqu’à 20 %) et quelques éléments d’addition (cobalt, manganèse, chrome, vanadium, molybdène), inventé par le sidérurgiste français Henri Aimé Brustlein et mis au point dès 1896 par les Américains F.W. Taylor et White, présenté pour la première fois à l’Exposition universelle de Paris de 1900.
Également appelé ARS (ou HSS en anglais), l'outil en acier rapide est peu coûteux et existe dans beaucoup de formes mais il a une capacité limitée de découpage. Il ne coupera pas les aciers trop durs mais sera très durable. Ces outils sont généralement tirés d’une barre d’acier rapide ou d’un ancien outil hors d’usage (foret, foret à centrer, montés sur porte-grain (image D)).

### Les stellites
Ces alliages coulés de composés en moyenne de cobalt (44 %) + chrome (33 %) + tungstène (17 %), sont obtenus par fusion dans un creuset en graphite. Connus depuis 1907, après les aciers rapides, ils présentent des caractéristiques particulières, à savoir qu’ils ont une dureté inférieure à froid que les aciers rapides, mais une qualité supérieure à chaud. Cette faculté de couper les matériaux les plus durs et tenaces, fut vite estompée par l’apparition des carbures métalliques. 

### Les carbures
Inventés en 1928, les carbures de coupe sont des mélanges pulvérulents de carbure de tungstène et de titane très durs agglomérés dans du cobalt. Cette dureté naturelle n’est presque pas réduite à chaud (70 HR à 800 °C) ce qui permet des vitesses de coupe très élevées : 4 fois celles des aciers rapides et 16 fois celles des aciers au carbone. Bien que coûteux, fragiles et d’un affûtage lent et difficile (meule en carbure de silicium), ils permettent des travaux d’ébauche et de finition sur les fontes et aciers durs à des vitesses de coupe allant de 50 à 200 m/min. Les plaquettes de carbure sont obtenues par frittage et sont soit montées sur un corps d’outil par brasage ou maintenues mécaniquement.

### Lescéramiques
Ce sont des composés d’oxyde d’alumine très durs agglomérés dans des oxydes de chrome comme liant, frittés à 1 800 °C. Dès 1955, date de leur invention, ces produits entrent en concurrence avec les carbures avec une dureté naturelle à chaud de 82 HR, sans formation de copeau sur l’outil, avec des vitesses de coupe très élevées (100 à 800 m/min), ils sont sensibles aux chocs et aux vibrations. Les plaquettes de céramiques ne peuvent pas être brasées mais soigneusement ajustées et fixées mécaniquement sur le corps d’outil. Elles sont dites « à jeter » car non affûtables, mais comme pour les carbures, elles présentent plusieurs arêtes de coupe à usage successif.

### Lesdiamants industriels
Les diamants industriels, sertis à l’extrémité d’une tige d’acier, peuvent être utilisés pour le travail du cuivre, du bronze, de l’aluminium, pour le tournage des meules, pour le taillage des pierres précieuses, la coupe du verre ou servir d’agglomérant sur une meule d’affûtage d’outils.